# Юдківська Ганна Юріївна

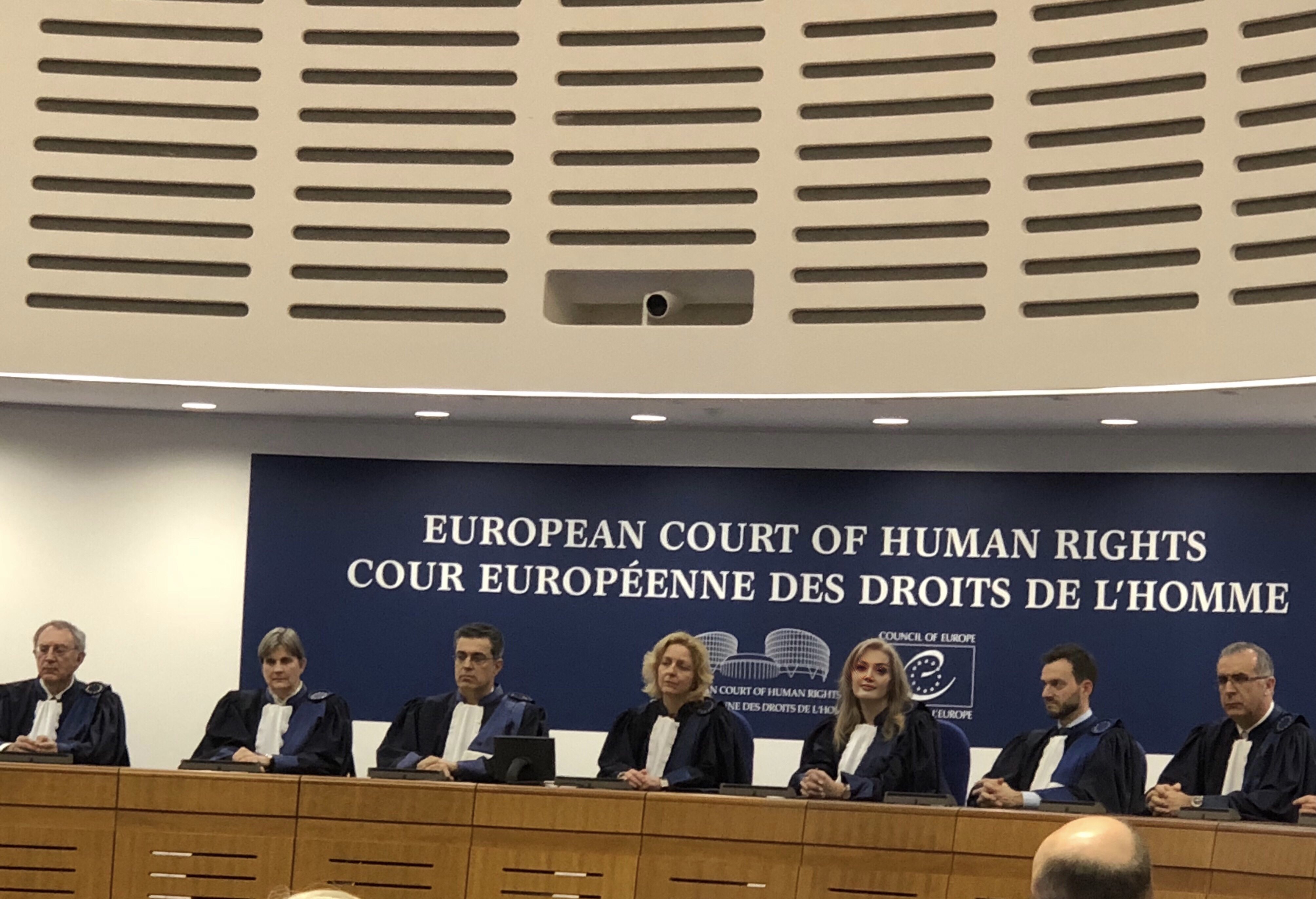
Opening of Judicial Year 2019

Га́нна [Архівовано 1 травня 2021 у Wayback Machine.] Ю́ріївна Юдкі́вська (*5 липня 1973, Київ) — український юрист, суддя Європейського суду з прав людини від України з 15 червня 2010 по 26 червня 2022.

## Біографічні відомості
Ганна Юріївна Юдківська народилася 5 липня 1973 року у Києві.
Закінчила Київський національний університет будівництва і архітектури, та з відзнакою юридичний факультет Київського національного університету імені Тараса Шевченка.
З 1995 року займається правозахисною та юридичною діяльністю.
В 1996—2001 очолювала в Україні та Молдові проект досліджень геноциду (зараз — Інститут Шоа Університету Південної Каліфорнії [Архівовано 2 лютого 2016 у Wayback Machine.]), Адвокат; працювала в Печерській колегії адвокатів міста Києва з 2000 року.
У 2007 році стала магістром права і європейських наук (Страсбурзький університет). Працювала юристкою секретаріату Європейського суду з прав людини.
Кандидат юридичних наук з 2008 року (тема дисертації «Презумпція невинуватості в кримінальному процесі України та практиці Європейського суду з прав людини»).
В 2009—2010 була радником Комісара Ради Європи з прав людини; викладала європейське право в галузі прав людини.
У жовтні 2007 року за результатами конкурсу, що проходив у Мін'юсті України, була обрана кандидаткою на посаду члена Європейського суду, В квітні 2010 року Парламентська Асамблея Ради Європи обрала її суддею Європейського суду з прав людини.
В 2015—2016 роках була Заступником Президента Секції Суду, в 2017—2019 — Президентом Секції ЄСПЛ.
З 2018 року є членом правління Європейської спільноти міжнародного права (European Society of International Law [Архівовано 11 травня 2020 у Wayback Machine.]); є членом редакційної колегії ряду наукових видань.
Доцент Академії адвокатури України. Також викладає в університетах США, Нідерландів, Франції, Ізраїлю. Є автором численних наукових публікацій.
Чоловік — Георгій Логвинський, виховують сина і доньку.

## Наукові публікації
- Юдківська Г. Ю. Роль та історія взаємодії Європейського суду з прав людини та Суду справедливості Європейських співтовариств в контексті захисту прав людини в Європі / О. В. Дмитренко, Г. Ю. Юдківська // Адвокат. — 2006. — № 2. — С. 33-44.
- Юдківська Г. Ю. Конфлікт презумпції невинуватості та свободи слова при висвітленні ЗМІ кримінальних процесів. Точка зору Європейського суду з прав людини / Г. Ю. Юдківська // Вісник Верховного Суду України. — 2007. — № 1. — С. 40-44.
- Юдківська Г. Ю. Законність переносу тягаря доведення на обвинуваченого в кримінальному процесі з погляду міжнародних стандартів / Г. Ю. Юдківська // Адвокат. — 2007. — № 2. — С. 22-26.
- Юдківська Г. Ю. Привілей проти самообвинувачення — в пошуках принципу / Г. Ю. Юдківська // Вісник Академії адвокатури України. — 2007. — № 9. — С. 138—145.
- Юдківська Г. Ю. «Правило чіткої лінії» в справі Еванс проти Сполученого Королівства — новий підхід Європейського суду з прав людини до зважування конфліктних інтересів / Г. Ю. Юдківська // Судова апеляція. — 2007. — № 4. — С. 125—135.
- Юдківська Г. Ю. Чи є кримінальна відповідальність за заперечення геноциду порушенням свободи слова? Деякі аспекти світового досвіду / Human Rights in Ukraine — informational website of the KHPG / 05.12.07 — Режим доступу: http://www.khpg.org/en/index.php?id=1196852813 [Архівовано 7 березня 2014 у Wayback Machine.].
- Юдківська Г. Ю. Застосовність принципу презумпції невинуватості до відсторонення та звільнення обвинувачених з роботи: аналіз прецедентного права Європейського суду з прав людини [електронний ресурс] / Г. Ю. Юдківська // Часопис Академії адвокатури України. — 2008. — № 1. — Режим доступу: http://www.aau.edu.ua/e-journal/2008-1/08ygyzpl.pdf%5Bнедоступне+посилання+з+червня+2019%5D.
- Юдківська Г. Ю. Затримання особи та взяття під варту у світлі вимог презумпції невинуватості / Г. Ю. Юдківська // Адвокат. — 2008. — № 3. — С. 12-21.
- Юдківська Г. Ю. Суд присяжних як щеплення проти деградації суспільства / Г. Ю. Юдківська // Адвокат. — 2008. — № 4. — С. 4-7.
- G. Yudkivska «The evolution of the role of the European Court of Human Rights in the context of the continuous increase of the number of individual applications» /G. Yudkivska // Law of Ukraine. — 2011. — № 5-6. — С. 214—219.
- Юдківська Г. Обмеження конституційних прав: застосування принципу пропорційності конституційними судами та Європейським судом з прав людини // Питання захисту прав людини і громадянина органами конституційної юрисдикції у сучасних умовах: матеріали Міжнар. конф./ Конституц. Суд України — К.: Логос, 2013. — С. 233—239.
- Ганна Юдкивска. Дело «Олександр Волков против Украины» в свете стандартов независимости судебной власти. / Права человека. Практика Европейского суда по правам человека. — 2013. — № 12 (93). — С. 4-12.
- Ganna Yudkivska. «Limitations on Constitutional Rights: application of the proportionality principle by Constitutional Courts and the European Court of Human Rights». In: Materials of International Conference «Protection of Human Rights by Constitutional Courts in modern conditions». 2013 — Kyiv: Logos Ukraine.
- Юдківська Г. Огляд загальних гарантій справедливого судового процесу — ч. 1 ст. 6 Європейської конвенції про захист прав людини і основних свобод // Європейський суд з прав людини. Судова практика / за заг.ред. В.Буткевича. — К.: Ред. журн. «Право України». — Дод. до юрид. журн. «Право України». — Вип. 3. Стаття 6 ЄКПЛ. Право на справедливий суд: у 3 кн. Кн. 1: Загальні принципи і стандарти застосування статті 6 ЄКПЛ, ч. 2. — 2013. — С. 795—877.
- Ganna Yudkivska. "Ukraine on the way to democracy: role and achievements of the European Court of Human Rights " — in I. Motoc, I. Ziemele (eds.), The Impact of the ECHR on Democratic Change in Central and Eastern Europe: Judicial Perspectives — 2016 — Cambridge University Press.
- Ganna Yudkivska «The Use of Provisional/Interim Measures by International Courts in Cases of Mass Human Rights Violations: Comparative Analyses of ICJ, UNHRC, IACtHR and ECtHR Practice.» — Revista do Instituto Brasileiro de Direitos Humanos (2018), volume 17.
- Ganna Yudkivska «Territorial Jurisdiction and Positive Obligations of an Occupied State: Some Reflections on Evolving Issues Under Article 1 of the European Convention». — in: Anne van Aaken/Iulia Motoc (eds), The ECHR and General International Law. — 2018 — Oxford University Press.